# Mustang (Texas)
Mustang város az USA Texas államában, Navarro megyében. Lakosainak száma 0 fő (2020. április 1.).

## Népesség
A település népességének változása:

| 2010 | 21 |
| 2020 | 0  |